# Десерт
Десерти са ястия, което се предлагат в края на храненето. Те обикновено представляват леки и сладки храни и напитки като десертно вино или ликьор, но може да включват кафе, сирене, ядки или други солени храни. В по-голямата част от Централна и Западна Африка не съществува традиция за поднасяне на десерт след хранене.
Терминът „десерт“ включва към себе си много сладкарски изделия като торти, плодови пайове (тарт), бисквити, бисквит, желатин, сладкиши, сладоледи, пайове, пудинги, крем-карамел, сладки супи. Плодовете също са често използван десерт, поради естествения си сладък вкус. Някои култури подслаждат на храни, които са солени, за да създадат свои десерти.

## Произход
Думата „десерт“ произлиза от френската дума desservir (отсервиране), което означава „да се изчисти масата.“ Нейната първа известна употреба е през 1600 г. в наръчник за здравно образование на тема „Естествени и изкуствени указания за здравеопазването“, която е написана от Уилям Вауган.В своята "История на Десерта"  от 2013 г., Майкъл Крондъл обяснява, че в миналото той се сервирал след почистването на масата от други ястия. Терминът датира от 14 век, но получава сегашното си значение около началото на 20 век, когато „Service à la française“ (сервирането на различни ястия на масата в едно и също време - по френски маниер) се заменя с „Service à la russe“ (поднасяне на храната на етапи - по руски маниер).

## Употреба в езика
Думата за сладки храни – десерт се използва в САЩ, Канада, Австралия, Нова Зеландия и Ирландия, а във Великобритания тя е пудинг заедно със „sweets“ или „afters“.

## История
Сладкиши са дарявани на боговете в Древна Месопотамия, Индия и други древни цивилизации. 
Първите подсладители в по-голямата част на света са мед и сушени плодове, впоследствие най-популярните са на основата на захарната тръстика.